# BK Lokomotiva Karlovy Vary
BK Lokomotiva Karlovy Vary (celým názvem: Basketbalový klub Lokomotiva Karlovy Vary) je český ženský basketbalový klub, který sídlí v Karlových Varech ve stejnojmenném kraji. Klub byl založen v roce 1952 jako součást Tělovýchovné jednoty Lokomotiva KV. V letech 2003–2019 působil klub v české nejvyšší basketbalové soutěži žen, známé pod názvem Ženská basketbalová liga. Klubové barvy jsou modrá a bílá.
Své domácí zápasy odehrává v hale míčových sportů KV Arena s kapacitou 1 020 diváků.

## Historické názvy
Zdroj:
- 1952 – TJ Lokomotiva Karlovy Vary (Tělovýchovná jednota Lokomotiva Karlovy Vary)
- 1997 – BK Thermia Karlovy Vary (Basketbalový klub Thermia Karlovy Vary)
- 1998 – BK Blex Dermacol Karlovy Vary (Basketbalový klub Blex Dermacol Karlovy Vary)
- 1999 – BK Lokomotiva Karlovy Vary (Basketbalový klub Lokomotiva Karlovy Vary)

## Umístění v jednotlivých sezonách
Stručný přehled
Zdroj:
- 1972–1973: 1. liga (1. ligová úroveň v Československu)
- 1974–1975: 1. liga (1. ligová úroveň v Československu)
- 1997–1999: 1. liga (1. ligová úroveň v České republice)
- 2003–2005: 1. liga (1. ligová úroveň v České republice)
- 2005–2019: Ženská basketbalová liga (1. ligová úroveň v České republice)
- 2007–2009: Central Europe Women's League (mezinárodní soutěž)
- 2019– : Západočeská liga (4. ligová úroveň v České republice)

Jednotlivé ročníky
Zdroj:
Legenda: ZČ - základní část, červené podbarvení - sestup, zelené podbarvení - postup, fialové podbarvení - reorganizace, změna skupiny či soutěže
| Československo (1972 – 1993) |                               |           |                  |                                       |                                 |
| Sezóny                       | Soutěž                        | Úroveň    | ZČ               | Play-off, nadstavba, sk. o udržení... | Poznámky                        |
| 1972/73                      | 1. liga                       | 1. úroveň | 12. místo        |                                       | Sestup                          |
| ...                          |                               |           |                  |                                       |                                 |
| 1974/75                      | 1. liga                       | 1. úroveň | 12. místo        |                                       | Sestup                          |
| ...                          |                               |           |                  |                                       |                                 |
| Česko (1993 – )              |                               |           |                  |                                       |                                 |
| Sezóny                       | Soutěž                        | Úroveň    | ZČ               | Play-off, nadstavba, sk. o udržení... | Poznámky                        |
| ...                          |                               |           |                  |                                       |                                 |
| 1997/98                      | 1. liga                       | 1. úroveň | 5. místo         | Čtvrtfinále                           |                                 |
| 1998/99                      | 1. liga                       | 1. úroveň | 6. místo         |                                       | Sestup                          |
| ...                          |                               |           |                  |                                       |                                 |
| 2003/04                      | 1. liga                       | 1. úroveň | 4. místo         | Čtvrtfinále                           |                                 |
| 2004/05                      | 1. liga                       | 1. úroveň | 6. místo         | Čtvrtfinále                           | Reorganizace                    |
| 2005/06                      | Ženská basketbalová liga      | 1. úroveň | 5. místo         | Čtvrtfinále                           |                                 |
| 2006/07                      | Ženská basketbalová liga      | 1. úroveň | 7. místo         | Čtvrtfinále                           |                                 |
| 2007/08                      | Ženská basketbalová liga      | 1. úroveň | 3. místo         | Čtvrtfinále                           |                                 |
| 2008/09                      | Ženská basketbalová liga      | 1. úroveň | 9. místo         | Play-out (výhra)                      |                                 |
| 2009/10                      | Ženská basketbalová liga      | 1. úroveň | 5. místo         | Zápas o 5. místo (výhra)              |                                 |
| 2010/11                      | Ženská basketbalová liga      | 1. úroveň | 7. místo         | Čtvrtfinále                           |                                 |
| 2011/12                      | Ženská basketbalová liga      | 1. úroveň | 8. místo         | Osmifinále                            |                                 |
| 2012/13                      | Ženská basketbalová liga      | 1. úroveň | 9. místo         |                                       |                                 |
| 2013/14                      | Ženská basketbalová liga      | 1. úroveň | 9. místo         |                                       |                                 |
| 2014/15                      | Ženská basketbalová liga      | 1. úroveň | 12. místo        | Baráž o udržení (2. místo)            |                                 |
| 2015/16                      | Ženská basketbalová liga      | 1. úroveň | 8. místo         | Čtvrtfinále                           |                                 |
| 2016/17                      | Ženská basketbalová liga      | 1. úroveň | 8. místo         | Čtvrtfinále                           |                                 |
| 2017/18                      | Ženská basketbalová liga      | 1. úroveň | 8. místo         | Čtvrtfinále                           | Odhlášení samostatného družstva |
| 2018/19                      | Ženská basketbalová liga      | 1. úroveň | 4. místo         | Čtvrtfinále                           | Hráno s Nymburkem               |
| 2019/20                      | Západočeská liga              | 4. úroveň |                  |                                       |                                 |
| Celoevropské soutěže         |                               |           |                  |                                       |                                 |
| Sezóny                       | Soutěž                        | Úroveň    | ZČ               | Play-off, nadstavba, sk. o udržení... | Poznámky                        |
| 2007/08                      | Central Europe Women's League | 1. úroveň | ?. místo (sk. A) | Finálová skupina (2. místo)           |                                 |
| 2008/09                      | Central Europe Women's League | 1. úroveň | 2. místo (sk. A) | Finálová skupina (3. místo)           |                                 |

Poznámky
- 2018/19: V této sezóně působilo karlovarské ženské družstvo pod nymburskou licencí jako jeden tým s Nymburkem pod názvem BS (Basketbalové společenství) DSK Basketball Nymburk-KV.[10]